# Deutsche Cadre-47/2-Meisterschaft 1999/00
Die Deutsche Cadre-47/2-Meisterschaft 1999/2000 ist eine Billard-Turnierserie und fand vom 1. bis zum 3. Oktober 1999 in Herne zum 67. Mal statt.

## Geschichte
In der Deutschen Billard Zeitung gab es keine verwertbaren Informationen mehr. Die Endtabelle ist aus eigenen Unterlagen.

## Modus
Gespielt wurde eine Vorrunde mit zwei Gruppen à vier Spielern. Die Gruppensieger und die besten Zweiten spielten im K.-o.-System den Sieger aus. Das ganze Turnier wurde bis 200 Punkte gespielt. Die Endplatzierung ergab sich aus folgenden Kriterien:
1. Matchpunkte
2. Generaldurchschnitt (GD)
3. Höchstserie (HS)

## Abschlusstabelle
| MP    | Match Punkte (Sieger = 2; Unentschieden = 1; Verlierer = 0) |
| SV    | Satzverhältnis (nur bei Turnieren im Satzsystem)            |
| Pkte. | Erzielte Karambolagen                                       |
| Aufn. | benötigte Aufnahmen                                         |
| GD    | Generaldurchschnitt                                         |
| MGD   | Mannschafts-Generaldurchschnitt                             |
| BED   | Bester Einzeldurchschnitt eines Spielers                    |
| BEMD  | Bester Einzeldurchschnitt einer Mannschaft                  |
| BSD   | Bester Satzdurchschnitt eines Spielers                      |
| HS    | Höchstserie                                                 |
| WRP   | Weltranglistenpunkte                                        |

| Klassement                 | Klassement                      | Klassement | Klassement | Klassement | Klassement | Klassement | Klassement | Klassement | Klassement |
| Platz                      | Name                            | MP         | Pkte.      | Aufn.      | GD         | BED        | HS         |            |            |
| -------------------------- | ------------------------------- | ---------- | ---------- | ---------- | ---------- | ---------- | ---------- | ---------- | ---------- |
| 1                          | Carsten Lässig (Coesfeld)       | 10:0       | 1000       | 29         | 34,48      | 200,00     | 200        |            |            |
| 2                          | Thomas Nockemann (Bochum)       | 8:2        | 908        | 30         | 30,26      | 40,00      | 155        |            |            |
| 3                          | Udo Mielke (Krefeld)            | 5:5        | 693        | 36         | 19,25      | 28,57      | 161        |            |            |
| 4                          | Arnd Riedel (Berlin)            | 3:7        | 610        | 37         | 16,48      | 25,00      | 85         |            |            |
| 5                          | Hans Wernikowski (Herne)        | 3:3        | 639        | 30         | 17,96      | 20,00      | 111        |            |            |
| 6                          | Markus Melerski (Herne)         | 2:4        | 512        | 40         | 12,80      | 12,50      | 61         |            |            |
| 7                          | Jürgen Keul (Bergisch Gladbach) | 1:5        | 411        | 37         | 11,10      | 28,57      | 63         |            |            |
| 8                          | Jörg Ortmann (Essen)            | 0:6        | 184        | 29         | 6,34       | -          | 39         |            |            |
| Turnierdurchschnitt: 18,12 |                                 |            |            |            |            |            |            |            |            |